# Rochetoirin
Rochetoirin ist eine französische Gemeinde mit 1.102 Einwohnern (Stand: 1. Januar 2022) im Département Isère in der Region Auvergne-Rhône-Alpes. Rochetoirin gehört zum Arrondissement La Tour-du-Pin und zum Kanton La Tour-du-Pin. Die Einwohner werden Rochetoirinois genannt.

## Geographie
Rochetoirin liegt etwa 50 Kilometer nordnordwestlich von Grenoble. Umgeben wird Rochetoirin von den Nachbargemeinden Montcarra im Norden und Nordwesten, Saint-Jean-de-Soudain im Süden und Osten, Cessieu im Westen und Südwesten sowie Ruy im Westen und Nordwesten.

## Bevölkerungsentwicklung
| Jahr                       | 1962 | 1968 | 1975 | 1982 | 1990 | 1999 | 2006 | 2017 |
| -------------------------- | ---- | ---- | ---- | ---- | ---- | ---- | ---- | ---- |
| Einwohner                  | 388  | 361  | 384  | 518  | 671  | 863  | 980  | 1116 |
| Quellen: Cassini und INSEE |      |      |      |      |      |      |      |      |

## Sehenswürdigkeiten
- Kirche Saint-Étienne
- Schloss Romanèche

## Gemeindepartnerschaft
Mit dem französischen Ort Aspach-le-Haut  der Gemeinde Aspach-Michelbach im Département Haut-Rhin (Elsass) besteht eine Partnerschaft.